# 大泉町立東小学校
大泉町立東小学校（おおいずみちょうりつ ひがししょうがっこう）は、群馬県邑楽郡大泉町朝日三丁目にある公立小学校。

## 沿革
- 1983年4月 - 大泉町立北小学校区より1区・27区・28区が分離し、大泉町立東小学校を新設。

## 学区
- 群馬県邑楽郡大泉町[1]
  - 東小泉一丁目、2丁目の一部、3丁目の一部
  - 朝日
  - 中央一丁目、2丁目の一部、3丁目の一部
  - 上小泉の一部
  - 下小泉の一部
  - 富士1丁目の一部

## 交通
- 東武鉄道小泉線東小泉駅より徒歩8分